# Scherwiller
Scherwiller (németül: Scherweiler) település Franciaországban, Bas-Rhin megyében. Lakosainak száma 3121 fő (2022. január 1.). Scherwiller Châtenois, Dambach-la-Ville, Dieffenthal, Ebersheim, Neubois, Saint-Pierre-Bois és Sélestat községekkel határos.

## Népesség
A település népessége az elmúlt években az alábbi módon változott:
| Lakosok száma | 3134 | 3158 | 3224 | 3195 | 3206 | 3217 | 3185 | 3153 | 3121 |
|               | 2013 | 2015 | 2016 | 2017 | 2018 | 2019 | 2020 | 2021 | 2022 |